# محاولة انقلاب 1983 في فولتا العليا
في 28 فبراير 1983، وقعت محاولة انقلاب عسكري في فولتا العليا (حاليا بوركينا فاسو). فبعد بضعة أشهر فقط من انقلاب سابق في 7 نوفمبر 1982، تم تنفيذه من قبل عناصر راديكالية من الجيش ضد نظام العقيد ساي زربو، الذي وصل هو نفسه إلى السلطة في انقلاب عام 1980 ضد اللواء سانغولي لاميزانا. فشلت محاولة الانقلاب في 28 فبراير، التي استهدفت مجلس الإنقاذ الشعبي وزعيمه الرائد جان بابتيست ويدراوغو.

## تفاصيل الانقلاب
كان العديد من ضباط الجيش يعتزمون القضاء على مجلس الإنقاذ الشعبي واستعادة نظام زربو. عندما أجلوا تم القبض عليهم من قبل مسؤولين آخرين. كان أحد الانقلابيين البارزين قائداً تم اختياره للرئاسة بعد انقلاب عام 1982. عندما سُئل ويدراوغو عن الحادث قال للصحافة: «بما أن نظامنا جعل الكثير من الناس غير مرتاحين، فمن الطبيعي أن يخطط الناس لرد الفعل هذا». أعلن علنًا تصميمه على «ضمان النظام والأمن» ووأكد أن «الجيش لن يسمح لنفسه بالثني عن المعارك والأيديولوجيات القبلية». وذكر أيضًا أن الفساد والاحتيال في مجتمع الأعمال قد سهلا جزئيًا حالة «الفوضى الكاملة» التي ترأستها الحكومة، وأعلن أنه سيتم إعادة هيكلة الإدارة الوطنية للتخفيف من الفوضى.

## انقلاب أغسطس 1983
ومع ذلك، لن يبقى الرئيس ويدراوغو في السلطة لفترة طويلة، حيث بدأ الاحتجاج الكبير ضد حكمه في 17 مايو، بعد أن قام بتصفية الحكومة من العديد من المعارضين بمن فيهم النقيب توماس سانكارا. في غضون بضعة أشهر، أطيح بويدراوغو في انقلاب في 3 أغسطس، بقيادة النقيب بليز كومباوري، الذي جعل صديقه المقرب سانكارا رئيساً. في هذه الفترة قام الرئيس «الثوري اليساري» سانكارا بتغيير اسم البلاد من فولتا العليا إلى بوركينا فاسو. سنة 1987، قام كومباوري بانقلاب عسكري أطاح فيه بالرئيس سانكارا.